# Volby do Evropského parlamentu v Maďarsku 2009
Volby do Evropského parlamentu 2009 v Maďarsku proběhly v neděli 7. června. Na základě výsledků voleb zasedne v Evropském parlamentu 22 poslanců s mandátem do roku 2014.

## Kandidátky a seznami

### Registrace kandidující stran
Strany zaregistrované u Országos Választási Bizottság (Celostátní volební výbor). V první závorce je uvedena zkratka strany, ve druhé datum její registrace:
1. Magyar Kommunista Munkáspárt (Munkáspárt) (30. březen 2009)
2. Magyar Republikánus Politikai Párt (MRPP) (30. březen 2009)
3. Független Kisgazda-, Földmunkás- és Polgári Párt (FKgP) (30. březen 2009)
4. Magyar Szocialista Párt (MSZP) (30. březen 2009)
5. „Történelmi” Szociáldemokrata Párt (SZDP) (2. duben 2009)
6. Független Kisgazda-, Nemzeti Egység Párt (FKNP) (2. duben 2009)
7. Jobbik Magyarországért Mozgalom (Jobbik) (2. duben 2009)
8. Magyarországi Kisebbségek Pártja (M.K.P.) (2. duben 2009)
9. Magyarországi Szociáldemokrata Párt (MSZDP) (2. duben 2009)
10. Magyar Szociális Zöld Párt (MSZZP) (2. duben 2009)
11. Fidesz – Magyar Polgári Szövetség (Fidesz) (2. duben 2009)
12. Kereszténydemokrata Néppárt (KDNP) (2. duben 2009)
13. Magyar Demokrata Fórum (MDF) (9. duben 2009)
14. Szabad Demokraták Szövetsége (SZDSZ) (9. duben 2009)
15. Zöldek Pártja (Zöldek) (9. duben 2009)
16. MCF Roma Összefogás Párt (9. duben 2009)
17. Magyar Igazság és Élet Pártja (MIÉP) (9. duben 2009)
18. Lehet Más a Politika (LMP) (9. duben 2009)
19. Humanista Párt (HP) (9. duben 2009)
20. CENTRUM Összefogás Magyarországért (Centrum) (9. duben 2009)
21. Megújult Magyarországi Roma Összefogás Párt (MMRÖP) (9. duben 2009)
22. Szent Koronát Szolgálók Szövetsége (SZKSZSZ)
23. Internetes DEmokrácia pártja (IDE) (14. duben 2009)
24. Pajzs Szövetség (Pajzs) (17. duben 2009)
25. Néppárt.hu (Néppárt) (30. duben 2009)
26. Magyarok Egymásért Szövetsége (MESZ) (27. duben 2009)
27. Civil Mozgalom (CM) (30. duben 2009)
28. Magyar Vállalkozók és Munkaadók Pártja (MVMP) (8. květen 2009)[1]

### Kandidátky jednotlivých stran

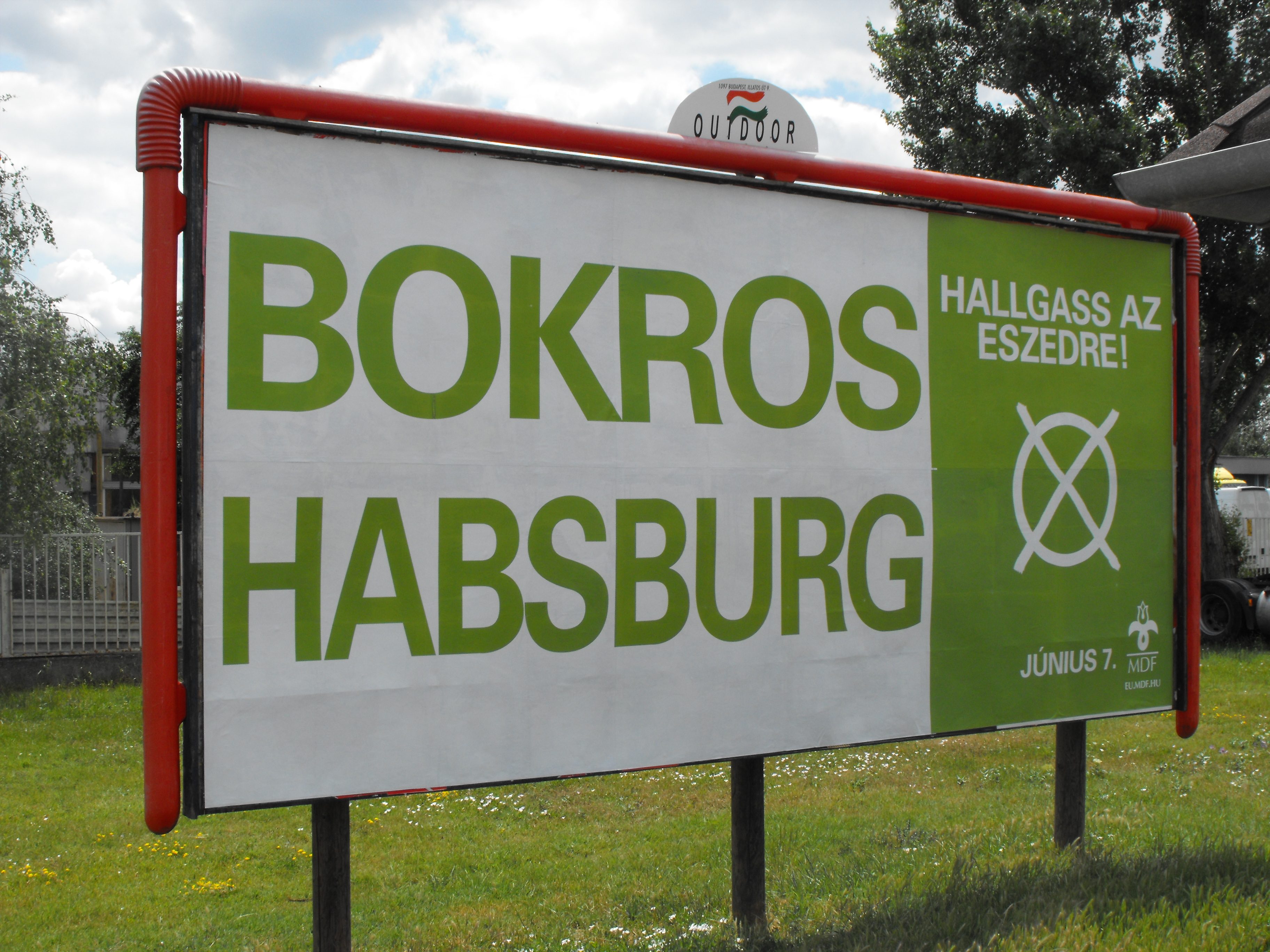
Volební billboard MDF

1. Jobbik Magyarországért Mozgalom (Jobbik) (20. duben 2009)
2. Magyar Szocialista Párt (MSZP) (30. duben 2009)
3. Magyar Demokrata Fórum (MDF) (8. květen 2009)
4. Szabad Demokraták Szövetsége (SZDSZ) (8. květen 2009)
5. Fidesz – Magyar Polgári Szövetség (Fidesz) - Kereszténydemokrata Néppárt (KDNP) (10. květen 2009)
6. Lehet Más a Politika (LMP) – Humanista Párt (HP) (10. květen 2009)
7. Magyar Kommunista Munkáspárt (Munkáspárt) (10. květen 2009)
8. Magyarországi Cigányszervezetek Fóruma Roma Összefogás Párt (10. květen 2009)[2]

Tabulky zobrazují 22 prvních kandidátů stran. Tučně zvýraznění jsou poslanci, jež byli ve volbách zvoleni:
| Strana          | Fidesz–KDNP | SZDSZ | MCF Roma Ö. | Munkáspárt |
| Počet kandidátů | 66 | 22 | 34 | 29 |
| Kandidáti       | 1. Pál Schmitt 2. József Szájer 3. Kinga Gál 4. János Áder 5. László Surján 6. Tamás Deutsch 7. Lívia Járóka 8. György Schöpflin 9. András Gyürk 10. Csaba Őry 11. Béla Glattfelder 12. Ádám Kósa 13. Ágnes Hankiss 14. Enikő Győri 15. Zoltán Bagó 16. György Hölvényi 17. Réka Szemerkényi 18. József Ékes 19. Gáspár Frivaldszky 20. Judit Hammerstein 21. Gergely Gulyás 22. Edina Tóth | 1. István Szent-Iványi 2. Gabriella Béki 3. Gábor Demszky 4. József Ignácz 5. György Konrád 6. László Csőzik 7. Andrea Skaliczky 8. Gábor Szécsi 9. Emese John 10. András Szalay 11. András Léderer 12. Gusztáv Andor Török 13. Levente Magyar 14. István Sértő-Radics 15. János Bóka 16. Flóra Takács 17. Tamás Wittinghoff 18. András Boruzs 19. Csilla Csapó 20. Gábor Iványi 21. László Rajk 22. Péter Gusztos | 1. Zsolt Kis 2. Rita Orsós 3. Zsigmond Petneházi 4. Baranyi Norbert 5. Lakatos János 6. Magyar Elemér 7. Csik Imre 8. Budai Richárd 9. Bódi Alexandra 10. Mocsár József 11. Orbán Kolompár 12. Vörös István 13. Köves Ágnes 14. Oláh István 15. Csonka József 16. Choli Daróczi József 17. Vajda Imre 18. Kürti Magdolna 19. Virág Zsolt 20. Beri Dánielné 21. Farkas Istvánné 22. Agócs János | 1. Gyula Thürmer 2. Gilicze Attila 3. Frankfurter Zsuzsanna 4. Szabó Tamás 5. Belovitz Károly 6. Váncsa Csaba 7. Fléger Tamás 8. Bencsik Mihály 9. Fogarasi Zsuzsanna 10. Juhász Norbert 11. Váli Zoltán 12. Gál Ferenc 13. Gulyás János 14. Kovács István 15. Gulyás László 16. Varga Szabolcs 17. Kovács Balázs 18. Kőszeginé Benedek Anna 19. Dózsa Miklós 20. Winkler Károly 21. Vida János 22. Göntzöl Gábor |
| Poznámky        | [ 3 ] | [ 4 ] | [ 5 ] | [ 6 ] |

| Strana          | MSZP | Jobbik | LMP–HP | MDF |
| Počet kandidátů | 66 | 24 | 23 | 66 |
| Kandidáti       | 1. Kinga Göncz 2. Edit Herczog 3. Zita Gurmai 4. Csaba Tabajdi 5. Gyula Hegyi 6. Szabolcs Fazakas 7. Gyula Cserei 8. Mihály Kökény 9. Gábor Harangozó 10. Alexandra Dobolyi 11. Katalin Lévai 12. Etele Baráth 13. Zoltán Szabó 14. Gábor Pápai 15. Vilmos Szabó 16. Dávid Korányi 17. József Kozma 18. Árpád Csikós 19. Kata Tüttő 20. Tamás Szabadkai 21. László Szabó 22. György Horváth | 1. Krisztina Morvai 2. Zoltán Balczó 3. Csanád Szegedi 4. Judit Szima 5. Gábor Vona 6. Dániel Zsiga-Kárpát 7. Béla Kovács 8. ifj. Hegedűs Lórántné 9. Ernő Rozgonyi 10. Miklós Hasznos 11. Miklós Korondi 12. Gábor Staudt 13. Tamás Gergő Samu 14. Zsolt Attila Borbély 15. Barbara Sárdy 16. Tamás Sneider 17. András Gönczöl 18. Pál Péter Losonczy 19. Dóra Dúró 20. György Szilágyi 21. Szilárd Palotai 22. Zsolt Németh | 1. Tímea Szabó 2. Gábor Ivády 3. Tibor Várady 4. Virág Kaufer 5. Péter Rauschenberger 6. Lajos Mile 7. Katalin Ertsey 8. Balázs Szigeti 9. Bálint Pinczés 10. János Mező 11. Orsolya Lelkes 12. Ágnes Osztolykán 13. Attila Kopiás 14. Dániel Fehér (politik) 15. Carmen Maya 16. András Lovasi 17. Nikoletta Nagy 18. Zsuzsa Foltányi 19. János Kardos-Horváth 20. György Cserhalmi 21. Andrea Fullajtár 22. Gábor Csillag | 1. Lajos Bokros 2. György Habsburg 3. Szabolcs Kerék-Bárczy 4. Szabolcs Joó 5. Ibolya Dávid 6. Zoltán Járai 7. Erzsébet Pusztai 8. Tamás Nagy 9. Attila Kemény 10. Tibor Viniczai 11. Mihály Eötvös 12. Gábor Szabó 13. Zoltán Juhász 14. Ferenc Szeifert 15. Zsolt Makay 16. Péter Karsai 17. István Attila Horváth 18. Károly Herényi 19. Miklós Csapody 20. József Szabó 21. Péter Helfenbein 22. Oszkár Frisch |
| Poznámky        | [ 7 ] | [ 8 ] | [ 9 ] | [ 10 ] |

## Výsledky voleb
V Maďarsku od podzimu 2006 klesají preference vládní strany MSZP, které ještě zesílily s hospodářskou krizí, odstupem Ference Gyurcsánye a vzniku úřednické vlády Gordona Bajnaie. Odvrat Maďarů od levice a velký růst popularity pravicových stran, především Fideszu, se projevil právě v těchto volbách, kdy Fidesz (v koalici s KDNP) získal 16 mandátů a hlavní rival MSZP jen 4 mandáty. Do parlamentu se také dostala krajně pravicová strana Jobbik, která získala 3 mandáty. Konzervativní MDF obhájilo svůj jediný mandát z minulých voleb.

### Celkové výsledky voleb
| Strana      | Počet voličů | Procento voličů | Počet mandátů | Politická skupina Evropského parlamentu                   | Evropská politická strana                            |
| ----------- | ------------ | --------------- | ------------- | --------------------------------------------------------- | ---------------------------------------------------- |
| Fidesz-KDNP | 1 632 309    | 56,36 %         | 14            | Evropská lidová strana - Evropští demokraté (EPP-ED)      | Evropská lidová strana (EPP)                         |
| MSZP        | 503 140      | 17,37%          | 4             | Skupina sociálních demokratů v Evropském parlamentu (PES) | Strana evropských socialistů (PES)                   |
| Jobbik      | 427 773      | 14,77%          | 3             | Nezařazení                                                | Aliance evropských národních hnutí (AENM)            |
| MDF         | 153 660      | 5,31%           | 1             | Evropští konzervativci a reformisté (ECR)                 | Aliance evropských konzervativců a reformistů (AECR) |
| LMP–HP      | 75 522       | 2,61%           | 0             | —                                                         | —                                                    |
| SZDSZ       | 62 527       | 2,16%           | 0             | —                                                         | —                                                    |
| MKMP        | 27 817       | 0,96%           | 0             | —                                                         | —                                                    |
| MCF         | 13 431       | 0,46 %          | 0             | —                                                         | —                                                    |
| Celkem      | 2 896 179    | 100 %           | 22            |                                                           |                                                      |